# Scheda madre

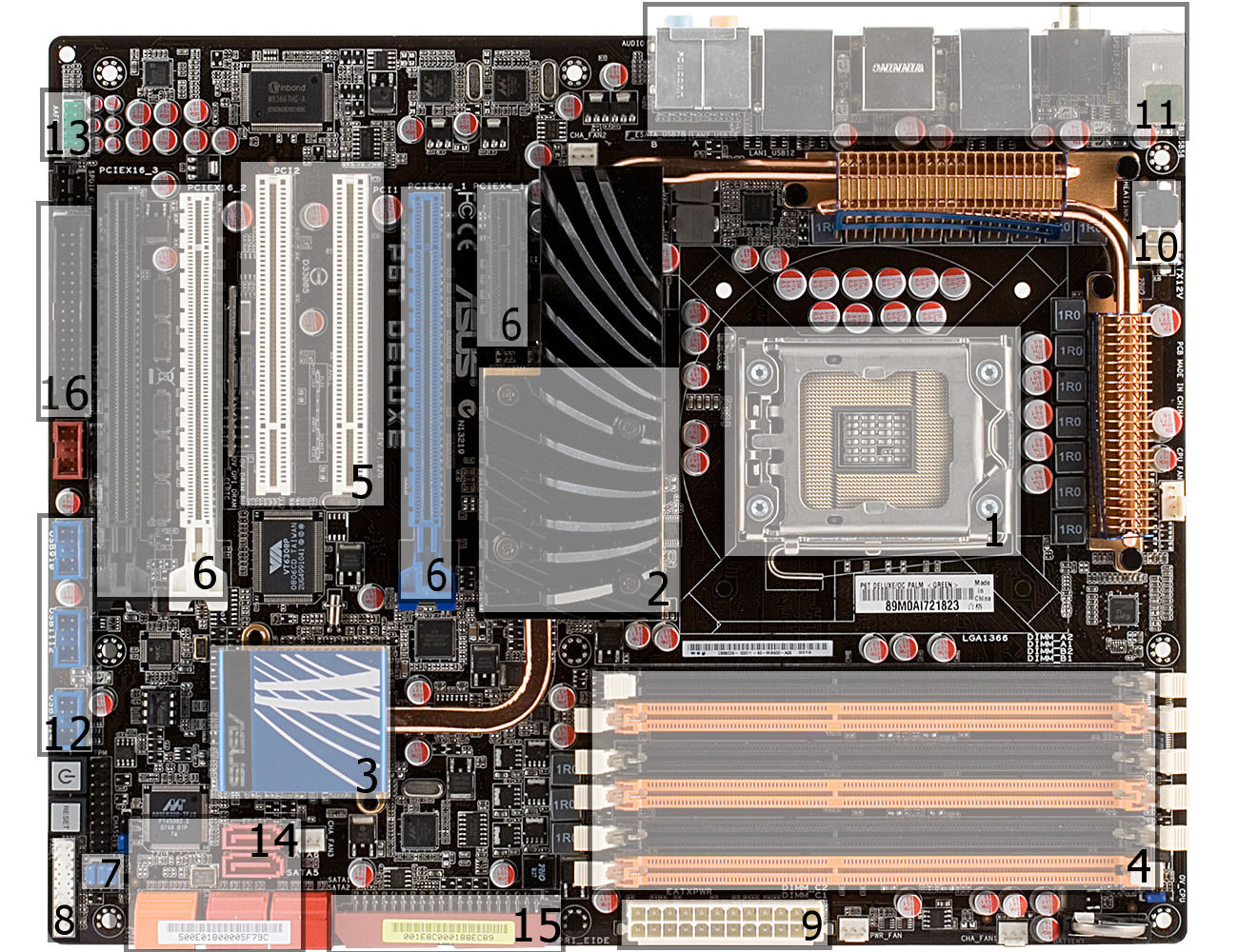
In quest'immagine di una scheda madre si notano a destra il Socket della CPU (1), al centro il Northbridge (2), il corpo del southbridge (3), i banchi per la RAM (4), i connettori PCI (5), i connettori PCI Express (6), il connettore per l'alimentazione della CPU a 8 pin (10), le porte di interfaccia I/O (11) e i connettori per le porte USB. In basso sono presenti: il connettore IDE (15), quello dell'alimentazione elettrica a 24 pin (9) e le porte SATA (14).

Una scheda madre (plurale schede madri), motherboard ("scheda madre"), o meno conosciuta come planar board (scheda piana), abbreviata MB, M/B, mobo, in elettronica e informatica, è un tipo di scheda elettronica principale, raccoglie in sé tutta la circuiteria elettronica e i collegamenti di interfaccia tra i vari componenti interni principali di un personal computer come memoria e le altre schede elettroniche montate o alloggiate sopra, comprendendo anche i bus di espansione e le interfacce verso le periferiche esterne.

## Descrizione

Schema interno di una scheda madre Intel

È responsabile dunque della trasmissione e temporizzazione corretta di centinaia di segnali diversi, tutti ad alta frequenza e sensibili ai disturbi, tra processore e RAM, schede di espansione e periferiche esterne attraverso i vari bus di sistema. La sua buona realizzazione è quindi un fattore chiave per le prestazioni e l'affidabilità dell'intero computer.
È composta da un circuito stampato estremamente complesso, ricavato da un sandwich di strati di vetronite e rame: generalmente una scheda madre può avere dai quattro a sei strati di rame. In questi sono ricavate le piste che collegano i componenti, che devono essere calcolate con molta cura: alle frequenze normalmente adoperate dalle CPU e dalle memorie RAM in uso oggi, infatti, la trasmissione dei segnali elettrici non si può più considerare istantanea ma deve tenere conto dell'impedenza propria della pista di rame e delle impedenze di ingresso e di uscita dei componenti connessi, che influenzano il tempo di volo dei segnali da un punto all'altro del circuito.
Su questo circuito stampato vengono saldati una serie di circuiti integrati, di zoccoli e di connettori; gli integrati più importanti sono il chipset che svolge la gran parte del lavoro di interfaccia fra i componenti principali e i bus di espansione, la ROM (o PROM, EEPROM o simile), il Socket per il processore e i connettori necessari per il montaggio degli altri componenti del PC e della espansione. La struttura attuale delle schede di sistema dei computer è il frutto di un'evoluzione tecnologica che ha portato a definire un'architettura di sistema valida, in linea di massima, per tutti i sistemi di classe personal computer o di potenza paragonabile. Chiaramente, i server, i blade server o le workstation hanno schede madri specifiche, così come i telefonini o i dispositivi mobili. Infine, qualsiasi apparato informatico o elettronico contiene una scheda madre.

### Componenti

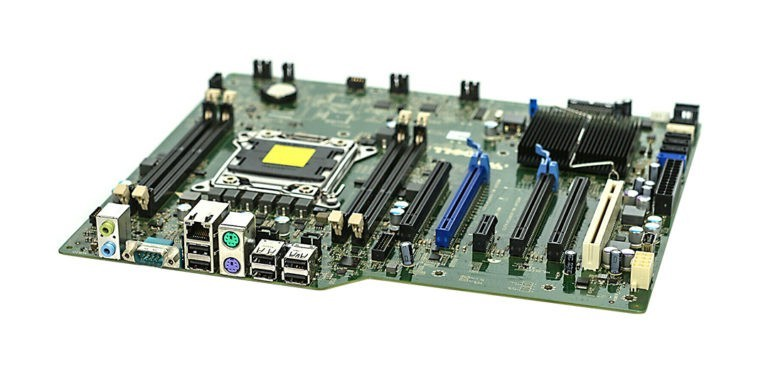
Scheda madre Dell T3600

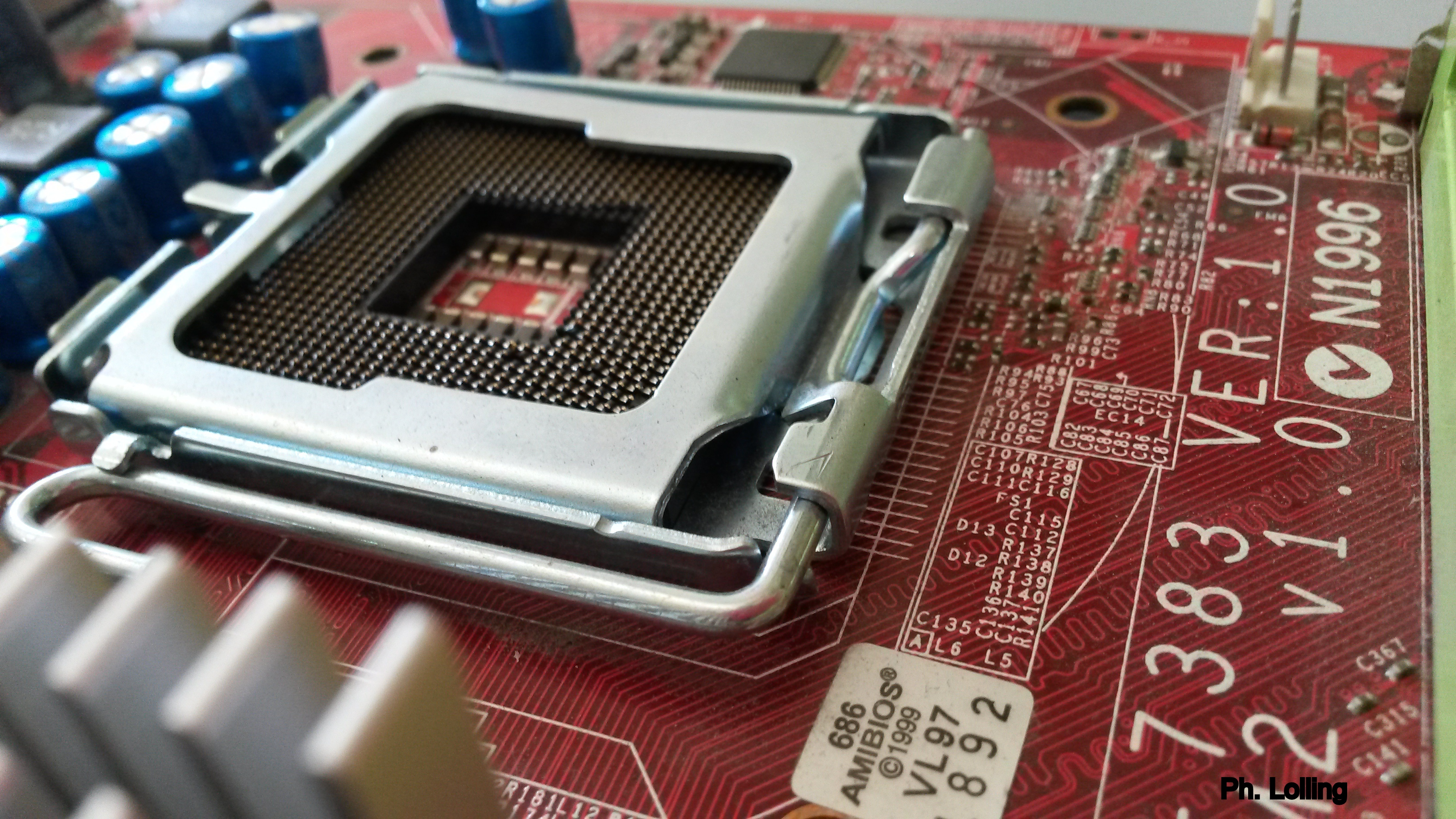
Un socket LGA

I componenti di una scheda madre possono variare a seconda di che tipo di computer si sta considerando: nel seguito di questa descrizione faremo riferimento a una generica scheda madre per personal computer (ovviamente l'elemento base è il PCB ovvero la scheda grezza (vuota) su cui poi vengono montati i componenti).
- Chipset, l'insieme di chip che si occupano di smistare e dirigere il traffico di informazioni passante attraverso il Bus di sistema, fra CPU, RAM e controller delle periferiche di input/output (come Floppy disk, Hard disk ecc.).
- Socket (CPU), una parte fondamentale del computer che accoglie la CPU. Nelle schede embedded (o in quelle vecchie e molto economiche) è assente, e il processore è saldato direttamente sulla scheda. Lo zoccolo (socket) può essere di tipo PGA o LGA. Nel caso di processori di tipo PGA, i pin di interconnessione risiedono sulla parte inferiore della CPU. Se il socket è di tipo LGA (ovvero Land Grid Array) i pin risiedono sul socket ed è necessaria una piastra di caricamento per tenere in posizione la CPU dato che, a differenza delle CPU PGA, non è tenuta in posizione dai piedini che vanno a incastrarsi nel socket. La soluzione LGA è adottata da diverso tempo da Intel con molti dei suoi processori Pentium IV, Core, entrambi interfacciati con 775 pin. A differenza di Intel, la rivale AMD ha adottato più tardi soluzioni LGA con l'avvento dei processori Athlon FX serie 7x interfacciati con 1207 pin alla scheda madre. Ora la soluzione LGA è divenuta di fatto standard.
- ROM (Read Only Memory), la piccola memoria presente su tutti i personal computer, che in alcuni casi può essere riprogrammata, (può essere PROM, EEPROM, flash o altro) contenente l'Uefi della scheda madre. L'Uefi è un tipo di firmware dalle funzionalità molto limitate. Le sue funzioni sono essenzialmente tre: eseguire il controllo dell'hardware all'accensione (il POST, Power On Self Test), eseguire alcune istruzioni basilari per il controllo dell'hardware stesso e caricare il sistema operativo.
- RAM (Random Access Memory), può essere di diversi tipi, esistono vari tipi di RAM diffusi dalle industrie sin dai primi anni ottanta. Attualmente le schede madri in commercio adottano slot DDRAM (DDR, DDR2, DDR3, DDR4, DDR5 nelle diverse evoluzioni delle prestazioni), derivate delle precedenti SDRAM, che a loro volta erano derivate dalle SIMM e SIPP presenti sulle macchine che montavano processori compatibili con l'80386.
- CMOS RAM, piccola memoria RAM, in cui sono memorizzate le impostazioni dell'UEFI. Il CMOS è un semiconduttore che richiede pochissima energia per funzionare. Quando il computer viene spento, per mantenere memorizzate le impostazioni dell'UEFI, utilizza una piccola batteria al litio, solitamente del tipo CR2032, con 3 Volt di tensione.
- Il bus di espansione PCI. Si tratta di un collegamento dati generico punto-multipunto, progettato per permettere di collegare alla scheda madre delle altre schede di espansione alloggiate su connettori (slot), che ne estendono le capacità. Attualmente il tipo di bus più diffuso è il bus PCI Express, arrivata alla versione PCIe 4.0, con la prossima commercializzazione della versione 5.0, molto più veloce del PCI originario. In linea di principio a un bus può essere collegato hardware di ogni tipo: schede video aggiuntive, schede audio professionali, schede acquisizione dati, unità di calcolo specializzate, coprocessori: nella pratica si ricorre a una scheda di espansione su slot interno solo per hardware che ha bisogno di una collaborazione estremamente stretta con la CPU o con la memoria RAM; per le espansioni hardware meno critiche si sfruttano le connessioni "lente" (USB, seriali ecc.). Fa parte del bus PCI anche lo slot AGP, dedicato alla scheda video, che è uno slot PCI dotato di alcuni comandi aggiuntivi separati e di una trasmissione dati privilegiata; le interfacce AGP sono state sostituite da tempo dagli slot PCI Express, perfettamente in grado di fare da ponte fra la scheda grafica e il resto del sistema.

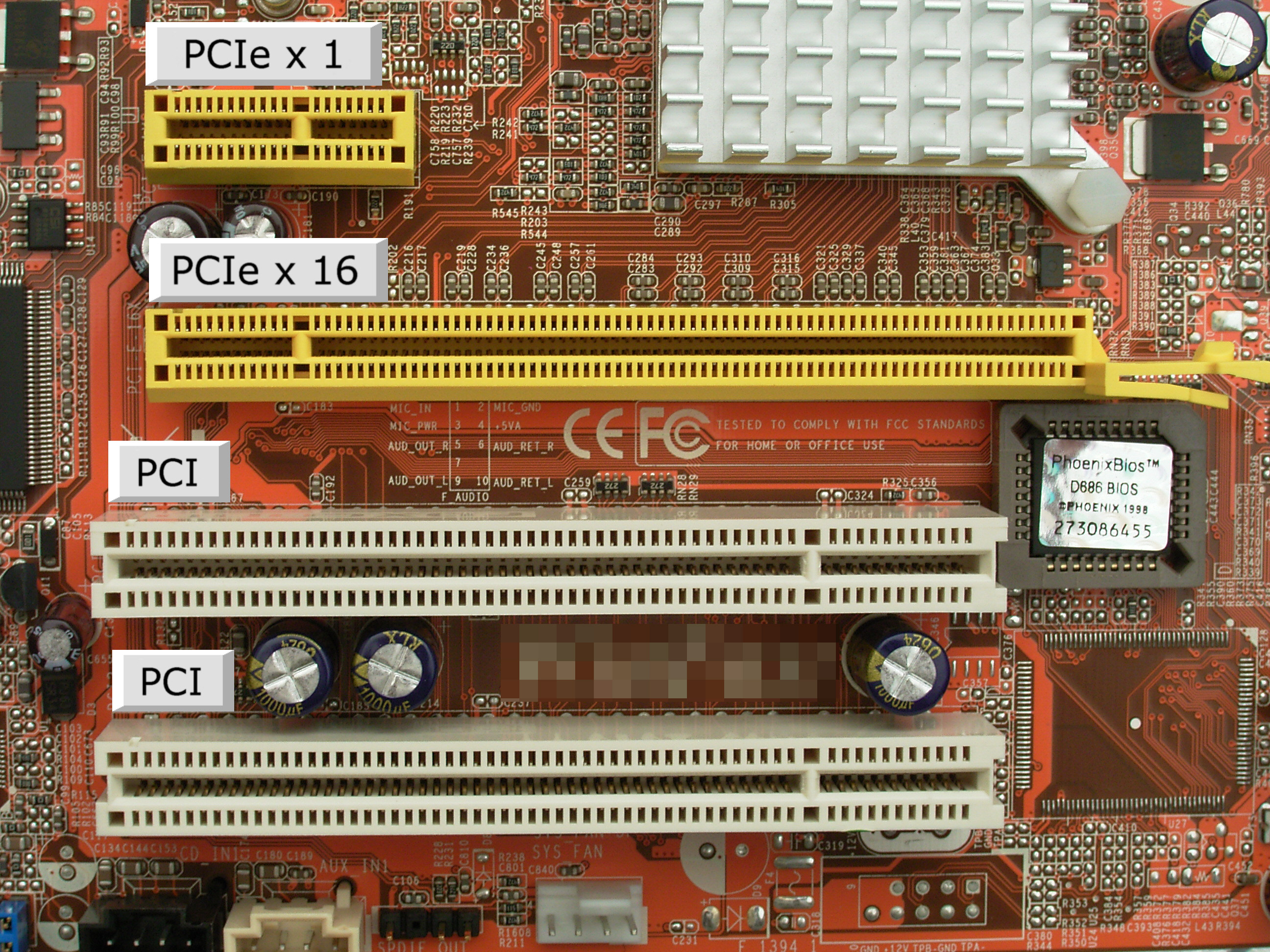
Slot di espansione PCIe e PCI

Esistono anche altri componenti della scheda madre dette connettori. Si tenga presente che ogni tipo di connessione NON è intercambiabile con nessun altro e ha una propria posizione di inserzione, per evitare collegamenti errati, potenzialmente pericolosi o addirittura fatali per l'integrità della stessa scheda madre o dei componenti collegati.

#### Connettore ATA e SATA Controller
Il connettore ATA Controller è stato definito da ATA (Advanced Technology Attachment) Interface Controller ed è un collegamento che permette lo scambio dei dati tra il resto del computer e hard disk, SSD e/o lettori/masterizzatori CD/DVD per PC. Nelle versioni più recenti, chiamate SerialATA 3, o SATA3, si arriva a velocità dei dati in lettura e scrittura dell'ordine dei Gigabit/secondo. Normalmente ce ne sono almeno due, si può arrivare a sei o più.

### Connettore M.2 (o NGFF)
Si tratta di una connessione specifica per i nuovi modelli di ssd di tipo NVMe, con prestazioni di lettura/scrittura pari o anche superiori alla connessione SATA3, in base a come viene collegato il bus dati nella scheda madre. Richiede una vite di fissaggio specifica, di solito già fornita come accessorio con le schede madri più recenti o talvolta con l'hard disk. Può essere necessario anche un dissipatore dedicato per il suo raffreddamento.

### Connettore IDE
L'interfaccia IDE è la connessione standard che è stata utilizzata per molti anni per collegare hard disk tradizionali e lettori/mastrizzatori CD/DVD. Caratterizzata da un cavo piatto a nastro e piuttosto largo, si potevano collegare fino a due hard disk, detti slave e master. Questo connettore è stato ampiamente soppiantato dal connettore SATA.

### Connettore Floppy
L'interfaccia del disco floppy utilizza un cavo che è particolare. È simile al cavo IDE standard per collegare gli hard disk IDE in quanto è un cavo piatto a nastro. È inusuale in termini di numero di connettori che possiede e viene utilizzato per il collegamento dati dei dischi floppy nel sistema. Non è più presente nelle schede madri ormai da diverso tempo.

#### Connettore CPU Fan
Il connettore di CPU Fan, a 4 pin, è situato nelle immediate vicinanze della sede (socket) del processore e si trova in ogni computer che dispone di una singola CPU e di un dissipatore montato sopra di esso, munito di ventola di varia grandezza, a cui il connettore va collegato necessariamente. L'importanza dell'header serve per rilevare se la ventola è in funzione. Se rileva che la ventola non è in funzione o non funziona correttamente, il sistema verrà disattivato e rifiuterà di avviare il PC per proteggere la CPU dal surriscaldamento. Sulle scheda madre possono esserci anche altri connettori supplementari per alimentare le eventuali ventole montate nel case del computer, allo scopo di aiutare la circolazione e l'espulsione dell'aria riscaldata dalla CPU e dagli altri componenti come schede video, schede audio, memorie Ram ecc. Su alcuni tipi di schede madri è stato eliminato in favore di soluzioni diverse, come l'uso di piccoli radiatori costruiti appositamente per il raffreddamento di CPU a basso consumo. 

#### P4 e P4+P4 Power connector
Il connettore P4 è per il collegamento del cavo di alimentazione da 12V utilizzato con schede madri con processore Intel Pentium 4 o successivo. Si trova normalmente nelle vicinanze dell'alloggiamento del processore. Attualmente, è un connettore fondamentale di alimentazione, è standard e viene utilizzato con le schede madri con chipset sia di Intel sia di AMD. Il cavo P4 ha due fili neri che servono da terra e due fili gialli che sono a +12VDC e si collegano alla connessione a quattro pin sulla scheda madre.
Il connettore P4+P4 è un'evoluzione del P4, con 4 fili gialli e 4 fili neri, quindi con 8 pin e viene usato ormai stabilmente nelle schede madri più recenti, per dare l'alimentazione necessaria al regolare funzionamento della scheda madre e della CPU. Il connettore P4 si può collegare comunque al P4+P4, in questo caso sono compatibili.

### USB 2.0, 3.0 e USB-C
Sono le classiche connessioni a cui si può collegare praticamente di tutto: oltre naturalmente a tastiere e mouse, si collegano chiavette di memoria, hard disk esterni, stampanti, plotter, webcam, chiavette modem o wi-fi, schede audio o video particolari e quant'altro. In media ce ne sono da 4 a 6, situate nella parte posteriore della scheda madre. Hanno soppiantato da tempo le porte PS/2, viola e verdi, per il collegamento di tastiere e mouse. Le porte Usb-C hanno la particolarità di non dover rispettare il senso di innesto del connettore, permesso dal sistema di costruzione appositamente pensato, e stanno avendo rapida diffusione sulle schede madri più recenti.

#### USB Header 2.0 e 3.0
Header dell'USB o semplicemente USB Header è un gruppo di pin, localizzato tipicamente sulla scheda madre di computer o su scheda di espansione, a cui viene collegato un cavo USB interno per fornire una o più porte USB 2.0 supplementari sulla parte frontale del case del PC. Per connettere le porte USB 3.0 viene usato invece uno specifico connettore di colore blu, che assomiglia all'estremità del connettore IDE, ma più piccolo.

#### System panel header
È un gruppo di pin dedicato al collegamento dei tasti di accensione, di Reset, delle spie relative all'accensione stessa del PC e del funzionamento dell'hard disk interno; in questo caso è necessario prestare attenzione ai collegamenti per non fare errori.
A seconda del produttore del case del PC, i cavi di questi pin si possono anche trovare riuniti in un unico connettore predisposto, pronto per l'innesto. 

#### 20+4-Pin Motherboard Power

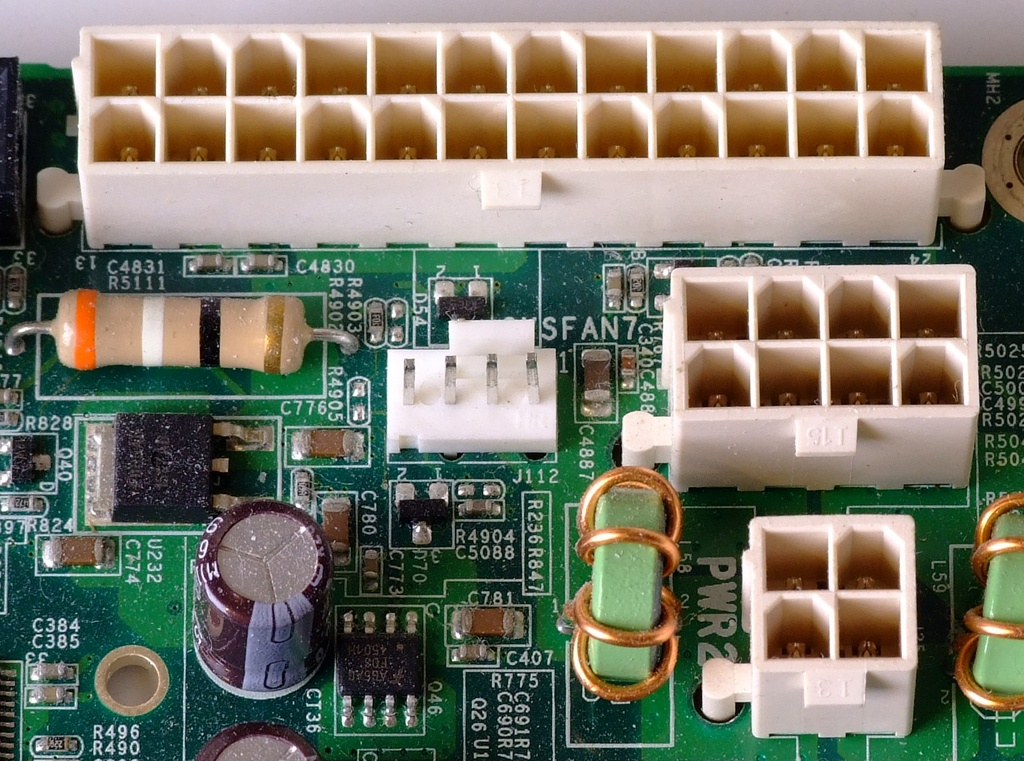
Connettori di alimentazione a 24, 8 e 4 pin, 4 pin (bianco al centro) per la ventola del dissipatore.

Il connettore Motherboard Power (Motherboard Power Connector) a 20+4 pin è facilmente identificabile sulla scheda madre. È un'altra delle connessioni più importanti del PC, collegando l'alimentatore alla scheda madre. È attraverso questa connessione che le varie tensioni di funzionamento e altri segnali vengono inviati alla scheda madre. (Potrebbe essere necessario familiarizzarsi con questi segnali nella sezione sulle funzioni di alimentazione se necessario.) I fattori di forma differenti utilizzano diversi numeri, tipi, forme e dimensioni dei connettori tra l'alimentatore e la scheda madre.

#### Connettori audio microfono-cuffie-altoparlanti
Presenti praticamente su ogni scheda madre, servono per collegare tramite cavo con jack 3mm microfoni, piccole casse, altoparlanti, fornire un segnale audio in entrata verso un impianto stereo hifi ad esempio, o anche ricevere segnali audio in entrata.
Nell'ordine, il microfono ha un connettore rosa, le cuffie/altoparlanti sono verdi lime, poi nero, arancione e blu per i segnali audio in entrata e uscita. Può esserci anche un connettore ottico SPDIF. Anche questi si trovano sul retro della scheda madre, assieme alle porte USB. Spesso le connessioni di cuffie e microfono sono ripetute anche sul pannello frontale del case del PC.

#### Connettore Ethernet
Il suo compito è assicurare il collegamento tramite cavo Ethernet a un proprio modem, oppure in una rete locale per usufruire della navigazione internet.
Anche questo connettore si trova sul retro della scheda madre assieme alle porte USB.

#### Serial Port
Sulla scheda madre, una porta seriale è un'interfaccia seriale di comunicazione attraverso la quale le informazioni trasferiscono o escono un bit alla volta (in contrasto con una porta parallela). Durante la maggior parte della storia dei personal computer, i dati sono stati trasferiti tramite porte seriali a dispositivi come modem, terminali e periferiche diverse. Anche questa connessione è sempre meno usata.

#### Onboard Wireless Chipset
È un componente che è montato direttamente sulla scheda a circuito stampato (PCB). Dopo che i fili sono collegati, un rivestimento di resina epoxy o di plastica viene utilizzato per coprire il chip e le sue connessioni. Il processo di incollaggio automatico a nastro (TAB) viene utilizzato per inserire il chip sulla scheda. Viene utilizzato per il collegamento wireless o tramite Bluetooth a modem o altro; è presente nei computer portatili da molto tempo e gradualmente si sta diffondendo sulle schede madri per Pc fissi più recenti.

## Formati standard
Il processo di standardizzazione ha interessato non solo il progetto elettronico, ma anche e soprattutto la forma, le dimensioni e il posizionamento dei componenti: nel tempo si sono affermati alcuni formati standard a cui si sono conformati tutti i produttori. Nel campo dei personal computer IBM compatibili è stata la Intel a giocare un ruolo chiave, imponendo i due formati ATX e BTX. Dopo una iniziale diffusione di schede madri in formato BTX, a oggi lo standard ATX, anche nelle sue varianti, è quello più diffuso.
| Nome            | Size (mm) |
| --------------- | --------- |
| WTX             | (356×425) |
| AT              | (350×305) |
| Baby-AT         | (330×216) |
| BTX             | (325×267) |
| ATX             | (305×244) |
| SSI CEB         | (305x267) |
| EATX (Extended) | (305×330) |
| LPX             | (330×229) |
| microBTX        | (264×267) |
| NLX             | (254×228) |
| Ultra ATX       | (367×244) |
| microATX        | (244×244) |
| DTX             | (203×244) |
| FlexATX         | (229×191) |
| Mini-DTX        | (203×170) |
| EBX             | (203×146) |
| Mini-ITX        | (170×170) |
| EPIC (Express)  | (165×115) |
| Mini ATX        | (150×150) |
| ESM             | (149×71)  |
| Mini-STX        | (140×147) |
| Nano-ITX        | (120×120) |
| COM Express     | (125×95)  |
| ESMexpress      | (125×95)  |
| ETX             | (114×95)  |
| XTX             | (114×95)  |
| NUC             | (102×102) |
| Pico-ITX        | (100×72)  |
| PC/104 (-Plus)  | (96×90)   |
| ESMini          | (95×55)   |
| SMARC           | (82×80)   |
| Qseven          | (70×70)   |
| mobile-ITX      | (60×60)   |
| CoreExpress     | (58×65)   |

Di seguito una serie di formati ATX e BTX e altre varianti:
- PC/XT - Il formato originale creato da IBM per il suo primo personal computer, l'IBM-PC. È stato adottato dalle schede madri di un gran numero di cloni, poiché non era coperto da copyright, e divenne per questo uno standard de facto.
- AT (Advanced Technology) - Anche questo secondo formato divenne molto popolare, soprattutto per le schede madri 386. Ora è obsoleto, ma è stato la base per lo sviluppo dell'ATX.
- Baby AT - Il successore IBM del formato AT. Funzionalmente del tutto equivalente, era però molto più piccolo e guadagnò seguito rapidamente; le schede madri che lo adottavano non avevano interfaccia AGP.
- ATX - nato a partire dal Baby AT, è a tutt'oggi il formato di scheda madre più comune in commercio.
- ETX, usato nei sistemi embedded e nei computer monoscheda.
- Mini-ATX - quasi identico all'ATX, ma leggermente più piccolo, anche questo piuttosto diffuso.
- MicroATX - un ATX ridotto, con tre soli slot di espansione PCI o PCI express.
- FlexATX - una variante di microATX che permette maggior flessibilità nel progetto della scheda madre e nel posizionamento dei componenti.
- LPX - Questo formato è basato su un progetto Western Digital, e permette di usare case più sottili spostando le schede di espansione su un riser (in sé una speciale scheda di espansione) disponendole parallele alla scheda madre anziché perpendicolari. Di solito viene adottato solo dai grandi produttori OEM.
- Mini LPX - un sottoinsieme delle specifiche LPX.
- NLX - un tipo di formato a basso profilo, che prevede un riser per le schede di espansione. È stato ideato per assecondare le richieste del mercato per PC piccoli, ma non ha mai guadagnato molta popolarità.
- BTX (Balanced Technology Extended) - uno standard recente, proposto da Intel come possibile successore dell'ATX.
- microBTX e picoBTX - sottoinsiemi più piccoli del BTX.
- Mini-ITX - Un formato di scheda madre molto piccolo ad alta integrazione, introdotto da VIA e pensato per thin client, chioschi elettronici e set-top box.
- Nano-ITX - Altro formato di scheda madre molto piccolo ad alta integrazione, introdotto da VIA e pensato per thin client, chioschi elettronici e set-top box. Utilizza processori Via C7 o Eden. Le dimensioni sono di 12 cm per ogni lato.
- Pico-ITX - Formato di scheda madre molto piccolo ad alta integrazione, introdotto da VIA nel 2007 e pensato per thin client, chioschi elettronici e set-top box. Utilizza processori Via C7 o Eden. Le dimensioni sono di 10x7,2 cm di lato.
- WTX (Workstation Technology Extended) - un formato grande, molto più dell'ATX, ideato per schede madri di server e workstation multiprocessori di fascia alta.

## Altri tipi di schede madri

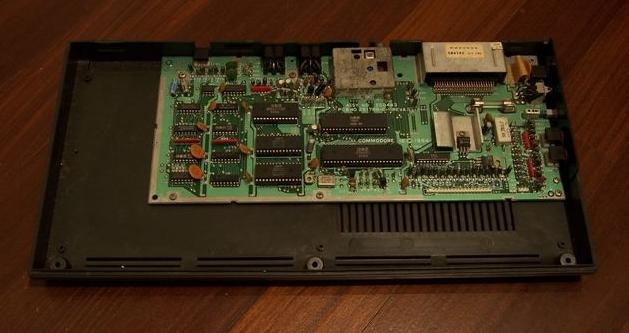
Scheda madre Commodore 16 Revision A

Le console per videogiochi, come i primi home computer, sono costituite da una scheda madre custom (personalizzata) e il firmware memorizzato nella loro ROM non è un BIOS, ma integra una parte del sistema operativo della console stessa (l'altra parte è memorizzata sul supporto del gioco, CD-ROM o DVD); inoltre non hanno bus di espansione interni e il processore è saldato direttamente sul circuito stampato.
Dispositivi industriali o molto miniaturizzati, che possono fare a meno delle caratteristiche necessarie nei comuni PC, possono essere assemblati attorno a un core module, che è un tipo di scheda madre molto piccola comprendente esclusivamente processore, RAM e chipset, che dialoga con l'esterno attraverso un connettore dedicato o una sola interfaccia (di rete, USB o altro): generalmente la ROM contiene già tutto il software necessario per il funzionamento e non è necessario caricare nulla all'avvio.
Invece nel caso dei supercomputer, dei mainframe e dei server a più vie di fascia alta e altissima, l'hardware è costituito da più schede con processori e chipset indipendenti che comunicano fra loro in una struttura a cluster: non c'è più una singola scheda che sia "madre", cioè più importante delle altre, ma sono tutte sullo stesso piano.
Anche molte apparecchiature elettroniche, quali strumenti di misura, calibratori, o generatori di segnali elettrici, possono essere costituite da una scheda principale sulla quale risiede il microprocessore, collegata ad altre aventi funzioni varie.